# آرفوئیلیز
آرفوئیل (به فرانسوی: Arfeuilles) یک کمون در فرانسه است که در آلیه واقع شده‌است. آرفوئیل ۵۹٫۵۶ کیلومتر مربع مساحت دارد ۴۲۰ متر بالاتر از سطح دریا واقع شده‌است.